# Scène tournante
Pour les articles homonymes, voir Tournette.
Une scène tournante, ou tournette est une plate-forme à commande mécanique située dans un théâtre qui peut être pivoté afin d’accélérer le changement de scène d’un spectacle. La scène tournante est une invention conçue par l'ingénieur hydraulique Tommaso Francini pour le spectacle Le ballet de la délivrance de Renaud, présenté pour Marie de Médicis en janvier 1617 au palais du Louvre et noté avec admiration par les contemporains. 

## Développement du théâtre Kabuki
La première utilisation majeure des scènes tournantes a commencé au Japon lors des représentations de Kabuki. Dans les années 1750, Namiki Shōzō, auparavant connu pour son travail de dramaturge théâtral au Japon, introduisit une scénographie connue sous le nom de « mawari butai »,. La traduction littérale est « stade tournant » ; cependant, la dénotation est assez différente de la compréhension moderne du mot. Initialement, les plateaux étaient des plates-formes circulaires montées sur une platine et tournés à la main. Un mur traversant diamétralement le cercle aurait dû permettre de montrer rapidement d'autres artistes interprètes et chantres du Kabuki. Bien que la plate-forme ait effectivement pivoté, les problèmes posés par les monteurs des paysages visuels empêchaient toujours le spectacle. Grâce à des méthodes d’essais et d’erreurs impliquant les problèmes restés en suspens dans le théâtre Kabuki, la plate-forme a fini par arriver au niveau des parties immobiles de la scène. On a ensuite placé le mécanisme sous la scène et caché le travail des décorateurs.  
Un cercle, dans les années 1820 au Japon, a été placé dans un autre cercle et a été utilisé pour diverses transitions. Certains effets spéciaux incluaient par exemple un bateau en croisant un autre lorsque les deux anneaux pivotaient en sens inverse. Les scènes en rotation constituaient un grand pas en avant vers la forme stylisée du théâtre Kabuki. Ils ont permis de décrire des transformations surnaturelles et de mettre au point des entrées et des sorties de scène plus créatives. Les compagnies de théâtre moderne de Kabuki utilisent encore une scène tournante, mais d'une capacité beaucoup plus petite. Pour la plupart, le mur sur le cercle affleure avec le mur derrière les chantres, et une rotation est utilisée pour permettre aux nouveaux chantres de tête d'être révélés de manière transparente. 

## Premier développement occidental

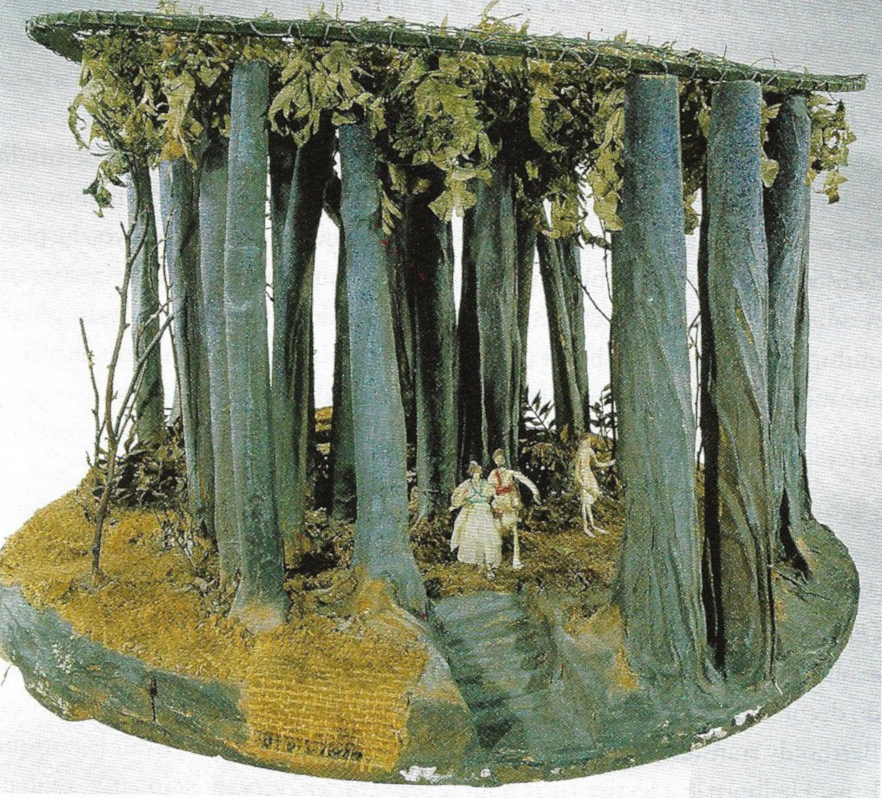
Modèle de scène tournante conçu par Karl Walser pour Le songe d'une nuit d'été, réalisation de Gustav Knina.

La première scène tournante en dehors de celle du Louvre de 1617 en Europe a été construite par Karl Lautenschläger (1843 - 1906) en 1896 à Munich, en Allemagne,. Lautenschläger a étudié avec Carl Brandt au théâtre de la cour de Darmstad. De là, il s’est rendu à Munich, où il a travaillé pendant 22 ans et est devenu le chef mécanicien du théâtre royal. Il est connu pour système tournant, la scène a été installée au théâtre Residenz pour une représentation de Don Giovanni, un opéra de Wolfgang Mozart. Le plateau tournant sur rouleaux avait un diamètre de quinze mètres et était légèrement surélevé par rapport au sol de la scène. Avec le proscenium, un peu moins du quart de la révolution était visible pour le public. Lautenschläger utilisait l'électricité pour mouvoir le plateau tournant.  La scène tournante permettait la profondeur, comme des paysages avec des vues au loin. 
D'autres théâtres et autres compagnies jouant Shakespeare ont rapidement commencé à utiliser la scène tournante, qui a commencé à être connue sous le nom de nouvelle scène Shakespeare.  
Pour certains théâtres, comme à Dresde, qui n’avaient pas de dessous de scène, chaque secteur  du système  avait deux roues fonctionnant directement sur le plateau et propulsées par un petit moteur. Certains tours n’avaient que deux sections distinctes, alors que d’autres en avaient sept. Toutes les sections ne doivent pas être divisées en proportions égales. Les sections peuvent être très peu profondes ou très profondes, selon les besoins de la mise en scène. Les sections rectangulaires ont même été utilisées à plusieurs reprises pour des scènes d'intérieur. Certains systèmes avaient des sections qui se connectaient les unes aux autres pour donner l’apparence d’un voyage en perspective panoramique.  

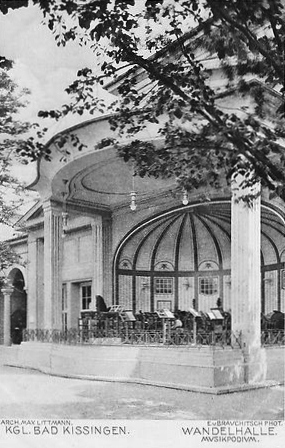
Scène tournante (vue extérieure) à Bad Kissinger Wandelhalle.

### Scénographie
- Alors que le décorateur imagine les tavernes, les maisons et les rues pavées devant s’établir sur le plateau circulaire, on peut voir un acteur se déplaçant d’un lieu à l’autre dans le décor. Certains metteurs en scène ont même utilisé la rotation de la scène avec une vue pour le public, lui permettant ainsi de voir les personnages se promener d’un décor à l’autre.
- La conception en sections a abouti à des structures de mur sur lesquelles construire des ensembles est généralement coûteux. La structure prévoyait des conceptions scéniques beaucoup plus intéressantes, notamment en ce qui concerne la vision des collines et des montagnes en plein air. Les cadres inclinés divisant système étaient souvent utilisés pour supporter des arbres. L'inconvénient est le nivellement à la même hauteur des scènes.
- Le temps d'entracte était le plus gros problème résolu par le système. Particulièrement avec les pièces de théâtre shakespeariennes, qui nécessitaient des changements de décors pour 20 parties. En utilisant la scène tournante, les changements de scène ne représentaient qu'une fraction de leur durée précédente :  le temps de faire une rotation de 1/4, voire de 1/6, autour de la scène circulaire.

## Utilisation actuelle

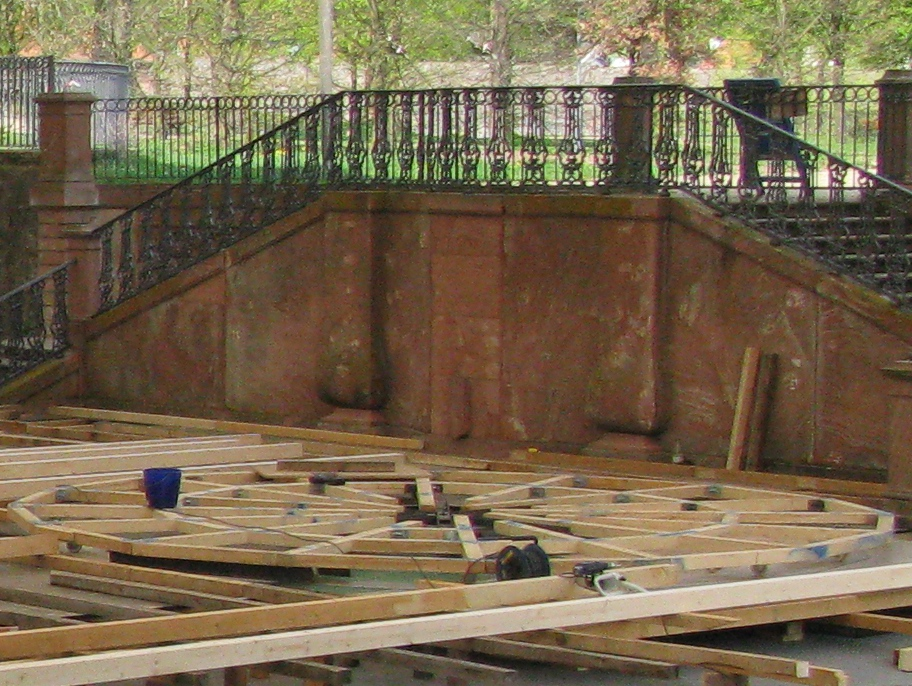
Sous-structure d'une plaque tournante en bois au festival des frères Grimm de Hanau.

De nos jours, la scène tournante est principalement utilisée dans les salons du marketing et du commerce et est construite selon une conception modulaire qui peut être installée et démontée rapidement dans différents types de lieux. Pilotés depuis le noyau central ou indirectement depuis un hub externe, ces plateaux tirent parti des coupleurs à anneau rotatif pour fournir une puissance rotative au plateau de platine afin d'éviter toute torsion des cordons d'alimentation ou d'inverser le plateau. Dans de nombreux cas, la scène tourne plusieurs jours à la fois, transportant une charge pouvant atteindre un VUS. 
Les scènes tournantes sont toujours utilisées sur le théâtre, mais bénéficient de la montée en puissance de l'automatisation dans la conception des paysages. L’utilisation d’une scène tournante dans la mise en scène originale de Cats était considérée comme révolutionnaire à l’époque une partie des stands étant également montée sur la tour. La mise en scène originale de Les Misérables à Londres est l’une des utilisations modernes les plus remarquables d’une scène tournante; il a été enregistré qu'il avait effectué soixante-trois rotations à chaque représentation. Les scènes à double rotation, appelées tours concentriques, ont également été utilisées dans des productions théâtrales telles que Hamilton. Avoir une étape de rotation à l'intérieur de l'autre permet plus de flexibilité en permettant à chacun de tourner dans différentes directions ou à différentes vitesses. Plus récemment, en septembre 2022,  la création mondiale de Dafne à L'Athénée-Paris comprend une scène tournante de six anneaux concentriques, dont les vitesses et les directions sont indépendantes. 
La scène tournante est également parfois utilisée lors de concerts et de festivals de musique, en particulier les plus grands, pour permettre à un groupe de créer et de contrôler son équipement pendant qu'un autre groupe d'ouverture se produit. Cela permet une transition beaucoup plus rapide entre un groupe d'ouverture et le prochain du groupe.